# Saltbrygga

Daniells element med saltbrygga.

En saltbrygga används i en elektrokemisk cell som en bro för att tillåta att joner vandrar mellan två lösningar. Stort sett används natriumsulfat (NaSO4) eller kaliumsulfat (K2SO4) (Aq). Saltbryggan innehåller både positivt och negativt laddade joner för att utjämna laddningsskillnaderna som uppstår i en elektrokemisk cell.
En jonbindning som förekommer mellan laddade atomer eller grupper i makromolekyler som i övrigt hålls samman av kovalenta bindningar, till exempel proteiner, benämns också ofta som saltbryggor.